# メティス (小惑星)
メティス (9 Metis) は、火星と木星の間の小惑星帯にある、大型の小惑星である。

## 特徴
メティスは1848年4月25日に、アイルランドの天文学者アンドリュー・グラハムによって発見された。ゼウスの最初の妻でありアテーナーの母であるギリシア神話のティーターンの1柱、メーティスにちなんで名付けられた。
ニッケルや鉄などの金属を含んだ珪酸塩岩によって構成されている。メティスの光度曲線データから、メティスが衛星を有している可能性が指摘された。1993年にハッブル宇宙望遠鏡で観測が行われ、不規則な外観をしていることが確認されたが、衛星は確認されなかった 。
木星の衛星に、同じ名前のメティスがある。